# Maesteg
Maesteg (der betyder smuk mark) er en by og community i Bridgend County Borough, Wales. Maesteg ligger i den nordligste ende af Llynfi Valley, tæt ved grænsen til Neath Port Talbot. I 2011 havde Maesteg et befolkningstal på 20.612, hvilket gør den til en af Wales' største byer. Communitiet Maesteg, inklusive Nantyffyllon, havde et befolkningstal på 17.580 i 2011. Hele byområdet havde et befolkningstal på ca. 21.000.

Den har ligget i det historiske cunty Glamorgan, og byens vækst begyndte ved åbningen af jernværkerne i 1820'erne og 1830'erne. Det var tidligere et kulmineområde, men den sidste mine lukkede i 1985. Med nedgangen af kulindustrien og med de mere nylige lukninger af fabrikker der producerede kosmetik og bildele er dalen blevet et beboelsesområde og soveby for Port Talbot, Bridgend og Cardiff, hvortil mange af byens indbyggere pendler til.
11 % (1.867 ud af 20.702) af byens befolkning taler walisisk, hvor af 27,9 % af de 3-15-årige taler sproget. Det er en af de få områder i Wales, hvor den walisiske tradition Mari Lwyd stadig fejres ved jul.
Blandt byens attraktioner er Maesteg Town Hall 1881, hvor en række af kunstneren Christopher Williams hænger. Den første fremførsel af den walisisk nationalsang "Hen Wlad Fy Nhadau" blev opført i Maesteg i 1856.
Lidt syd for byen ligger ruinerne af Llangynwyd Castle, der stammer fra 1100-tallet.